# Gumpenau
Gumpenau bezeichnet ein natürliches Gewässer in der Gemeinde Weilheim in Oberbayern. Der See bildet mit dem Rothsee, dem Haarsee und der Mitterlache eine Kette von Seen im Eberfinger Drumlinfeld. 